# Sophie Noske
Sophie (Sofie) Noske, geb. Sander, auch Noske-Sander (* 5. März 1884 in Wien; † 6. Mai 1958 ebenda), war eine österreichische Malerin, Grafikerin, Goldschmiedin und Emailleurin.

## Familie
Sophie Sander war die Tochter des Arztes Franz Sander und dessen Ehefrau Johanna, geb. Strache. 1913 heiratete sie den Wiener Maler und Grafiker Hugo Noske (1886–1960), Sohn des Politikers und Versicherungsmanagers Konstantin Noske (1848–1920). Aus der Ehe ging ein Kind hervor, Hermine Noske (* 1916).

## Leben
Sophie Sander absolvierte von 1902 bis 1904 ein Studium an der Kunstgewerbeschule des K. K. Österreichischen Museums für Kunst und Industrie in ihrer Geburtsstadt Wien. Außerdem besuchte sie die Wiener Frauenkunstschule und bildete sich als Goldschmiedin und Emailleurin in Pforzheim, Paris und Oslo weiter. Ab ca. 1909 nahm sie an Ausstellungen teil. So tat sie sich bei der Kunstgewerbe-Ausstellung 1913 im Österreichischen Museum für Kunst und Industrie mit ihren Werken auf dem Gebiet des farbigen Email hervor.
Auf Antrag der Wiener Kunstgewerbeschule wurde Sophie Sander vom Ministerium für öffentliche Arbeiten als Fachkraft für Filigran- und Emailarbeiten zur Gewerbeförderung nach Cortina d’Ampezzo geschickt und hielt dort um 1911 gut besuchte Kurse ab. Danach lehrte sie 1911/1912 als Professorin an der Kunstgewerbeschule in Haarlem (Haarlemsche School voor Kunstnijverheid), wo sie Emaillieren unterrichtete und die Abteilungen Schmuck und Metallverarbeitung leitete. Später kehrte sie nach Wien zurück. Während des Ersten Weltkriegs engagierte sie sich dort im Rahmen der Kriegsfürsorge-Aktionen der Reichsorganisation der Hausfrauen Österreichs (ROHÖ) als Leiterin einer Strickstube. Um 1923/1925 arbeitete sie in der Wiener Werkstätte, wo sie sich unter anderem mit Entwürfen für Möbel und Innenausstattungen beschäftigte.
Ab 1927 wirkte Sophie Noske hauptsächlich als Malerin und Grafikerin. Sie beschickte wiederholt die Jahresausstellungen der Vereinigung bildender Künstlerinnen Österreichs (VBKÖ) in Wien. 1933 war sie Vizepräsidentin und 1938 Kommissarische Leiterin der VBKÖ. Weiters war sie Mitglied des Österreichischen Werkbundes und des 1937 gegründeten Bundes deutscher Maler Österreichs, der die Annäherung an die reichsdeutsche Kunst suchte und der für den Beitritt einen „Ariernachweis“ verlangte. Wie viele Künstler verließen Sophie und Hugo Noske während des Zweiten Weltkriegs Wien. 1946 wohnten sie am Traunsee und nahmen an einer Kunst- und Gewerbeausstellung in Linz teil.
Sophie Noske starb 1958 im Alter von 74 Jahren in Wien. Sie wurde (wie später auch ihr Ehemann) auf dem Dornbacher Friedhof beigesetzt.

## Werk
Sophie Noske schuf zunächst hauptsächlich Filigran- und Emailarbeiten. Dazu zählen sowohl kunstgewerbliche Erzeugnisse wie Anhänger, Broschen, Uhrenketten, Colliers und Dosen als auch Emailbilder (Landschaften, Porträts). Einige ihrer Emailarbeiten sowie Fotografien solcher Werke befinden sich in der Sammlung des Wiener Museums für angewandte Kunst (MAK).
In den 1920er Jahren wandte sich Noske verstärkt der Malerei und Grafik zu. Als Grafikerin schuf sie Farbholzschnitte (insbesondere Blumen-Darstellungen in kräftigem Kolorit) und Kupferstiche. Über ihre Beiträge zu den Jahresausstellungen der Vereinigung bildender Künstlerinnen Österreichs 1928 und 1929 äußerten sich zeitgenössische Kunsthistorikerinnen lobend. So urteilte Irene Adler, das gezeigte Gemälde Ziegelteich setze sich in einfacher und überzeugender Weise mit der Neuen Sachlichkeit auseinander. Auch ihre Farbenholzschnitte seien „ausgezeichnet“. Else Hofmann schrieb: „Graphisch fein sind auch [..] die originellen farbigen Holzschnitte von Sofie Noske-Sanders, deren bunte Blumen, Kresse, Mohn, Tulpen, geistreich in Linie und Farbe wirken.“
Zu Sophie Noskes Gesamtwerk gehören auch Entwürfe für Möbel und Innenausstattungen, Textilien, Tapeten und dekorative Papierdesigns.
Sie stellte mehrfach zusammen mit ihrem Ehemann Hugo Noske aus, mitunter arbeiteten sie auch gemeinsam an einem Emailkunstwerk. Die Holzschnitte der beiden sind sich teilweise sehr ähnlich.
Werke (Auswahl)
- zwei Dosen, um 1910, Silber, Email, Höhe: 2,5 cm, Durchmesser: 5,3 cm, MAK Wien, Inventarnummer WI 793 und WI 794
- Anhänger, um 1910, Silber, Lapislazuli, Email, Länge: 12,8 × 6,8 × 1 cm, MAK Wien, Inventarnummer WI 921
- drei Emailbilder (Doseneinlagen), Motive stehender Hahn, sitzender Hahn und Paradiesvogel, Ausstellung 1913 Österreichisches Museum für Kunst und Industrie[16]
- zwei Emailbroschen, Motive grüner Vogelkopf und violetter Vogelkopf, Ausstellung 1913 Österreichisches Museum
- Uhrkette, Amazonenkugeln; Vergoldeter Anhänger, Silber, Achatkugeln; Perlkollier mit Email, Ausstellung 1913 Österreichisches Museum
- Emailporträt nach der Natur, getriebener Rahmen, mit Hugo Noske, Ausstellung 1913 Österreichisches Museum
- Emailbild mit Lämmchen, vor 1917, Höhe: 13 cm, MAK Wien, Inventarnummer WI 1788
- Altar, modelliert von Sophie Noske, Email von Sophie und Hugo Noske, 1926 Ausstellung VBKÖ[17]
- Ziegelteich, 1928 Ausstellung VBKÖ
- Blick auf den Friedhof von Venedig, 1930 Ausstellung Wiener Künstlerhaus[18]
- Alpenveilchen, Holzschnitt, 1930 Ausstellung Aquarellistenklub im Wiener Künstlerhaus[19]
- Donaufischer, Farbholzschnitt auf Japanpapier, 24,4 × 32,7 cm, Kulturmuseum St. Gallen, Inventarnummer G 2016.170[15]
- Ohne Titel. Motiv aus Griechenland, um 1930, Leinwand, 70 × 80 cm, Universität für angewandte Kunst Wien, Inventarnummer 4024/B[20]

## Ausstellungen (Auswahl)
- 1910: Kunstgewerbeausstellung, Kaiser-Franz-Joseph-Gewerbemuseum Salzburg[21]
- 1910, 1911, 1912, 1913, 1919: Ausstellung österreichischer Kunstgewerbe, Österreichisches Museum für Kunst und Industrie Wien
- 1914: Kunstgewerbliche Ausstellung Neuer Wiener Frauenklub[22]
- 1914, 1917, 1923, 1926, 1928, 1929, 1930, 1931, 1932, 1934, 1936: Vereinigung bildender Künstlerinnen Österreichs
- 1917: Kunstverein Baden
- 1923: Ausstellung von Arbeiten des modernen österreichischen Kunsthandwerks, Österreichisches Museum für Kunst und Industrie Wien
- 1926, 1928, 1930: Wiener Künstlerhaus
- 1946: Kunst- und Gewerbeausstellung, Landesverband Oberösterreich der Berufsvereinigung bildender Künstler Österreichs, Linz
- 1984: Abbild und Emotion. Österreichischer Realismus 1914–1944, Österreichisches Museum für angewandte Kunst Wien und Künstlerhaus Palais Thurn und Taxis Bregenz (mit Katalog)
- 2013: Wege zu Gabriele Münter und Käthe Kollwitz. Holzschnitte von Künstlerinnen des Jugendstils und des Expressionismus, Städtisches Kunstmuseum Spendhaus Reutlingen[23]